# Баштанюк, Геннадий Сергеевич
Генна́дий Серге́евич Баштаню́к (род. 1949) — новатор советского производства, слесарь-ремонтник, профсоюзный и партийный деятель, Герой Социалистического Труда (10.06.1986).

## Биография
Родился 22 октября 1949 года в деревне Хомутовка Хомутовского района Курской области, русский.

## Образование
В 1967 году окончил ПТУ № 115 в Москве, в 1988 – Высшие экономические курсы при Госплане СССР, в 1991 – Поволжский социально-политический институт (Высшая партийная школа) в Саратове.

## Трудовая деятельность
В 1967–1968 годах работал слесарем на 1-й Московской ситценабивной фабрике, в 1968–1970 служил в Советской Армии, с 1970 года на Московской отбельно-красильной фабрике, в 1970–1972 годах – на заводе «Карболит» в г. Орехово-Зуево Московской области.
В 1972–1986 годах принимал участие в строительстве города Набережные Челны и Камского автомобильного комплекса КАМАЗ, монтаже, пуско-наладке и обслуживании технологического оборудования литейного завода КАМАЗа, работал слесарем–ремонтником в цеху ремонта и обслуживания технологического оборудования, в феврале 1974 года был направлен в строительное управление «Металлургстрой», с 1976 года руководил бригадой слесарей-наладчиков автоматических формовочных линий и гидравлических систем. С 1983 по 1986 годы работал председателем Совета бригадиров КАМАЗа.
С 1986 года перешёл на работу в профсоюзы, в 1986–1989 годах был председателем Татарстанского областного Совета профсоюзов, в 1989–1992 годах – секретарём ВЦСПС, а в 1992-1993 годах занимал должность Pаместителя председателя Всеобщей конфедерации профсоюзов.
С 1993 по 2017 годах работал в различных коммерческих структурах. (Торгово-промышленная компания «ПРОДМАРКЕТ», ЗАО «СФАТ» ЗАО «ОТЭКО»),
Был членом Брежневского горкома  КПСС, депутатом Брежневского городского Совета народных депутатов. Член ЦК КПСС в 1986–1990 годах (кандидат в 1981–1986 годах), ВЦСПС в 1987–1990 годах. Депутат Верховного совета ТАССР в 1986–1990 годах, делегат XXVI и XXVII съездов КПСС, XVIII и XIX съездов профсоюзов СССР.
Живёт и работает в Москве, является вице-президентом МОО «Парк героев» и заместителем председателя Центрального правления ВОО «Трудовая доблесть России» (организация кавалеров государственных наград и лауреатов Государственных премий).

## Награды и звания
- В 1986 году было присвоено звание Героя Социалистического Труда за досрочное выполнение заданий XI пятилетки и социалистических обязательств, большой вклад в повышение эффективности производства, качества выпускаемой продукции и проявленный трудовой героизм.
- Награждён двумя орденами Ленина, орденом Трудового Красного Знамени, медалями.
- Лауреат премии Ленинского комсомола (1977).